# Grihapravesh (film)
Grihapravesh este un film dramatic romantic de familie indian, în limba bengaleză, din 2025, scris și regizat de Indraadip Dasgupta. Este produs de Sameeran Das sub egida Kaleidoscope. Dasgupta a compus, de asemenea, muzica și a scris scenariul, povestea și dialogurile.

## Rezumat
Acțiunea se petrece într-un rajbari dărăpănat din nordul Calcuttei, unde timpul pare înghețat. Acțiunea se concentrează pe Apratim și soția sa bolnavă, care locuiesc în clădirea îmbătrânită, sprijiniți de o rudă îndepărtată pe nume Bilu și de asistenta lor devotată, Minati. Narațiunea se concentrează pe nora lor, Titli, care joacă un rol crucial în menținerea echilibrului delicat al gospodăriei.
În urma dispariției misterioase a soțului ei, Shaon, la scurt timp după nunta lor - acesta promisese că se va întoarce în trei luni - Titli își asumă responsabilitatea de a administra căminul și de a îngriji locuitorii în vârstă. În mijlocul poverii istoriei pe care o întruchipează Rajbari, ea găsește alinare în prietenia cu Moyurakhi. Căutând un nou început, Titli ia decizia de a transforma Rajbari într-o casă de vacanță pentru festivalul Durga Puja.
Sosirea primului ei invitat, Megh, o doctoriță și fotografă bengaleză care locuiește în străinătate, introduce o nouă dinamică în viața ei. Pe măsură ce festivitățile se desfășoară cu lumini vibrante și muzică, Titli experimentează o renaștere a emoțiilor, ceea ce duce la momente transformatoare în călătoria sa. Filmul explorează teme precum reziliența, schimbarea și complexitatea relațiilor umane pe fundalul unei bogate moșteniri culturale.

## Distribuție
- Kaushik Ganguly în rolul lui Apratim Roy, un patriarh care se luptă cu secrete de familie
- Subhashree Ganguly în rolul lui Titli, o femeie care navighează prin pierdere și identitate
- Jeetu Kamal în rolul lui Meghdoot Bose
- Rudranil Ghosh în rolul lui Bilu[3]
- Sohini Sengupta ca Sreemati Roy
- Sneha Chatterjee
- Abir Chatterjee (apariție episodică)

## Producție
Filmările principale au început în noiembrie 2024 în Kolkata. Regizorul Indraadip Dasgupta și-a propus să îmbine povestirea muzicală cu narațiuni emoționante profunde, inspirându-se din experiența sa de compozitor. Trailerul a fost lansat în mai 2025 la un eveniment de mare anvergură, unde Dasgupta l-a descris ca „o explorare a identității prin separare și dor”.

## Muzică
Coloana sonoră, compusă de Indraadip Dasgupta, prezintă piese care rezonează emoțional, printre care:
- „Meghpeon” - O baladă care exprimă dor și distanță[4]
- „Saiyaan Bina” - O odă la separare și dor[5]

Dasgupta a descris muzica drept „coloana vertebrală emoțională” a narațiunii filmului.

## Lansare
Grihapravesh a fost lansat în cinematografe pe 13 iunie 2025 în Bengalul de Vest. Premiera din Kolkata a atras mulțimi masive, ceea ce a dus la încălcări ale securității la sosirea lui Subhashree Ganguly. La o proiecție specială au participat jucătorul de cricket Sourav Ganguly și actorul Jisshu Sengupta, creând momente virale pe rețelele de socializare.

## Recepția critică

### Box office
Filmul a intrat în clubul de ₹1 crore în prima săptămână și a câștigat ₹1,57 crore în primele 19 zile. Regizorul Dasgupta a numit reacția comercială „încurajatoare pentru cinematografia bazată pe conținut”.

### Răspunsul critic
Poorna Banerjee de la The Times of India laudă „Grihapravesh” ca fiind „un film vizual impresionant, plasat într-o vilă istorică din nordul orașului Kolkata, în pregătirea pentru Durga Puja. Acțiunea o urmărește pe Titli, care, după dispariția soțului ei, Shaon, învață să-și gestioneze emoțiile în timp ce se ocupă de o cazare la o familie. Direcția artistică și cinematografia filmului evocă dor și melancolie, în timp ce muzica îi sporește profunzimea emoțională.” Banerjee notează: „Este o poveste despre o transformare liniștită, care evidențiază dorința personală și autonomia, deși a doua jumătate ar putea fi mai concisă. Per total, este o explorare blândă a autodescoperirii.” High on Films l-a numit „o examinare stratificată a identității prin prisma separării”. Sangbad Pratidin a remarcat în special „interpretarea nuanțată” a lui Subhashree Ganguly.
Anandabazar Patrika evidențiază „Grihapravesh” ca fiind „o explorare emoționantă a iubirii și identității, care se petrece într-o casă de familie din nordul orașului Kolkata. Filmul o urmărește pe Titli, care se confruntă cu plecarea bruscă a soțului ei, Shaon, la scurt timp după căsătoria lor. Lumea ei se schimbă atunci când sosește Meghdoot, un oaspete plătitor, dezvăluind legături cu identitatea ascunsă a lui Shaon. Subhashree oferă o interpretare puternică, surprinzând tulburarea emoțională a personajului său. Filmul prezintă cu măiestrie personaje complexe și teme de iubire și singurătate, chiar dacă portretizarea lui Shaon pare oarecum plată. Cu o cinematografie evocatoare și o muzică evocatoare, „Grihapravesh” oferă o narațiune profund rezonantă care reflectă complexitatea relațiilor umane.”

## Criticism
Cu toate acestea, filmul s-a confruntat cu critici din partea comunității LGBTQIA pentru portretizarea unui personaj gay, considerată stereotipă și regresivă.